# Distesa Delfica
La Distesa Delfica (in inglese Delphic Expanse) è una regione di spazio immaginaria dell'universo fantascientifico di Star Trek. È l'ambientazione dell'intera terza stagione di Star Trek: Enterprise.

## Descrizione
La distesa delfica ha un diametro di circa 2000 anni luce ed è raggiungibile dalla Terra in 3 mesi a curvatura 5. È caratterizzata dalla presenza di numerose anomalie spaziali ed è la zona dove l'Enterprise NX-01 si reca nel 2153 alla ricerca degli Xindi.
Le anomalie sono generate da 78 oggetti artificiali delle dimensioni di un asteroide, chiamate sfere per la loro forma, create un migliaio di anni fa (i rilevamenti dell'Enterprise le fanno risalire a 1000 anni prima, ovvero al XII secolo) da una specie (i Costruttori di sfere) proveniente da una dimensione alternativa, allo scopo di trasformare la distesa in una zona di spazio compatibile per la loro fisiologia. Le sfere sono interconnesse in una rete controllata da sole cinque di esse: la distruzione di una di queste cinque sfere è in grado di far collassare l'intera rete, come accade quando l'Enterprise NX-01 distrugge la sfera 41, causando il ritorno della distesa alla normalità. L'unico materiale conosciuto in grado di proteggere un'astronave dalle anomalie è il trellium, che tuttavia ha effetti dannosi sulla mente Vulcaniana.
Almeno una specie della distesa, i Triannon, venera le sfere e i loro costruttori, considerando la distesa come il dominio prescelto.
Prima dell'Enterprise, poche navi esterne si erano avventurate all'interno della distesa: tra le altre, una nave Klingon il cui equipaggio emerse dalla distesa con orribili mutilazioni, e due navi vulcaniane, una delle quali si perse nella distesa per essere in seguito ritrovata dall'Enterprise NX-01, e un'altra il cui equipaggio era impazzito quando era emerso dalla distesa. Gli equipaggi di altre navi, non riuscendo ad uscire dalla distesa, si diedero alla pirateria.